# Gilbert Claûtrier
Gilbert Claûtrier est un homme politique français né le 15 janvier 1767 à Huriel (Allier) et mort le 13 février 1832 à Moulins (Allier).

## Biographie
Clerc principal au Châtelet de 1786 à 1790, il revient dans l'Allier en 1792 et devient administrateur du district de Montluçon puis membre de l'administration du département de l'Allier en l'an II. Il devient conseiller de préfecture en 1800, puis secrétaire général de la préfecture de l'Allier en 1801. En 1813, il est commissaire des guerres. Il est député de l'Allier en 1815, pendant les Cent-Jours.

## Sources
- « Gilbert Claûtrier », dans Adolphe Robert et Gaston Cougny, Dictionnaire des parlementaires français, Edgar Bourloton, 1889-1891 [détail de l’édition]